# Kelvin Benjamin
Kelvin Benjamin (Belle Glade, 5 febbraio 1991) è un giocatore di football americano statunitense attualmente free agent, che gioca nel ruolo di wide receiver. Fu scelto nel corso del primo giro (28º assoluto) del Draft NFL 2014 dai Carolina Panthers. Al college ha giocato a football a Florida State.

## Carriera universitaria
Dopo avere passato la prima stagione come redshirt nel 2011, potendo cioè allenarsi con la squadra ma non scendere in campo, Benjamin disputò tutte le 14 gare nel 2012, facendo registrare 30 ricezioni per 495 yard e 4 touchdown. Nel 2013 ricevette dal quarterback Jameis Winston 54 passaggi per 1 011 yard e 15 touchdown, incluso quella vittoria nella finale del campionato NCAA contro Auburn a 13 secondi dal termine. A fine anno decise di saltare l'ultima stagione nel college football e rendersi eleggibile per il Draft NFL.

## Carriera professionistica

### Carolina Panthers
Benjamin era considerato uno dei migliori wide receiver selezionabili nel Draft 2014 e una scelta del finale del primo giro. L'8 maggio fu scelto come 28º assoluto dai Carolina Panthers. Nella prima partita in carriera partì come titolare e andò subito a segno su passaggio del quarterback di riserva Derek Anderson, concludendo la gara vinta contro i Tampa Bay Buccaneers con 6 ricezioni per 92 yard, che gli valsero il premio di rookie della settimana. Due settimane dopo superò per la prima volta le cento yard in carriera ricevendone 115 e segnando un touchdown contro i Pittsburgh Steelers. Il suo terzo lo segnò la domenica seguente contro i Baltimore Ravens. Quattro giorni dopo fu premiato come miglior rookie offensivo del mese di settembre, in cui guidò tutti i debuttanti con 329 yard ricevute e divenne il primo giocatore nell'ultimo decennio a segnare 3 touchdown da oltre 25 yard nelle prime quattro gare in carriera.
Il quarto touchdown, Benjamin lo segnò nel pareggio della settimana 6 in casa dei Cincinnati Bengals. Nel Monday Night Football del decimo turno segnò per la prima volta due touchdown in una partita, ma i Panthers furono superati dagli Eagles. Nella settimana 14 i Panthers interruppero una striscia di sei sconfitte consecutive, col rookie che segnò il suo nono touchdown in trasferta contro i Saints. La sua prima stagione regolare si chiuse al terzo posto tra i rookie in ricezioni (73), yard ricevute (1.008, leader dei Panthers assieme a Greg Olsen) e touchdown su ricezione (9).
Nel secondo turno di playoff, Benjamin guidò i suoi con 75 yard ricevute e segnò due touchdown al CenturyLink Field di Seattle, ma Carolina fu eliminata dai Seahawks campioni in carica.
Il 19 agosto 2015, durante un allenamento congiunto coi Miami Dolphins, Benjamin si ruppe il legamento crociato anteriore, venendo costretto a perdere tutta la sua seconda stagione. Tornò in campo nella prima gara della stagione 2016 contro i Denver Broncos andando subito a segno nella sconfitta per 21-20.

### Buffalo Bills
Il 31 ottobre 2017, Benjamin fu scambiato con i Buffalo Bills per una scelta del terzo e una del settimo giro del draft 2018.

## Palmarès

### Franchigia
- National Football Conference Championship: 1

Carolina Panthers: 2015

### Individuale
- Rookie offensivo del mese: 1

settembre 2014
- Rookie della settimana: 1

1ª del 2014

## Statistiche
| Partite totali         | 16    |
| Partite da titolare    | 15    |
| Ricezioni              | 73    |
| Yard ricevute          | 1 008 |
| Touchdown su ricezione | 9     |

Statistiche aggiornate alla stagione 2014